# Chaerophyllum stenophyllum
Chaerophyllum stenophyllum är en flockblommig växtart som först beskrevs av Georges Rouy och E.G.Camus, och fick sitt nu gällande namn av Gaston Eugène Marie Bonnier. Chaerophyllum stenophyllum ingår i släktet rotkörvlar, och familjen flockblommiga växter. Inga underarter finns listade i Catalogue of Life.